# Torminaria torminalis
Torminaria torminalis là loài thực vật có hoa trong họ Hoa hồng. Loài này được (L.) Dippel miêu tả khoa học đầu tiên năm 1893.